# Holde Corona
L'Holde Corona è una struttura geologica della superficie di Venere.